# Fiorde de Kiel
O fiorde de Kiel (em alemão:  Kieler Förde) é uma reentrância do mar, continente adentro, na costa do Norte da Alemanha face ao mar Báltico. Tem um comprimento de 17 km e uma largura de 1-6 km. No seu interior está localizada a cidade de Kiel e no seu exterior está situada a baía de Kiel. A entrada do canal de Kiel fica na margem oeste do fiorde.